# Catèter doble J

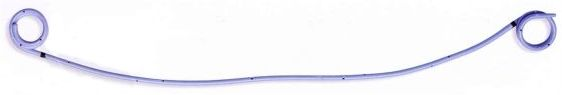
Catèter doble J

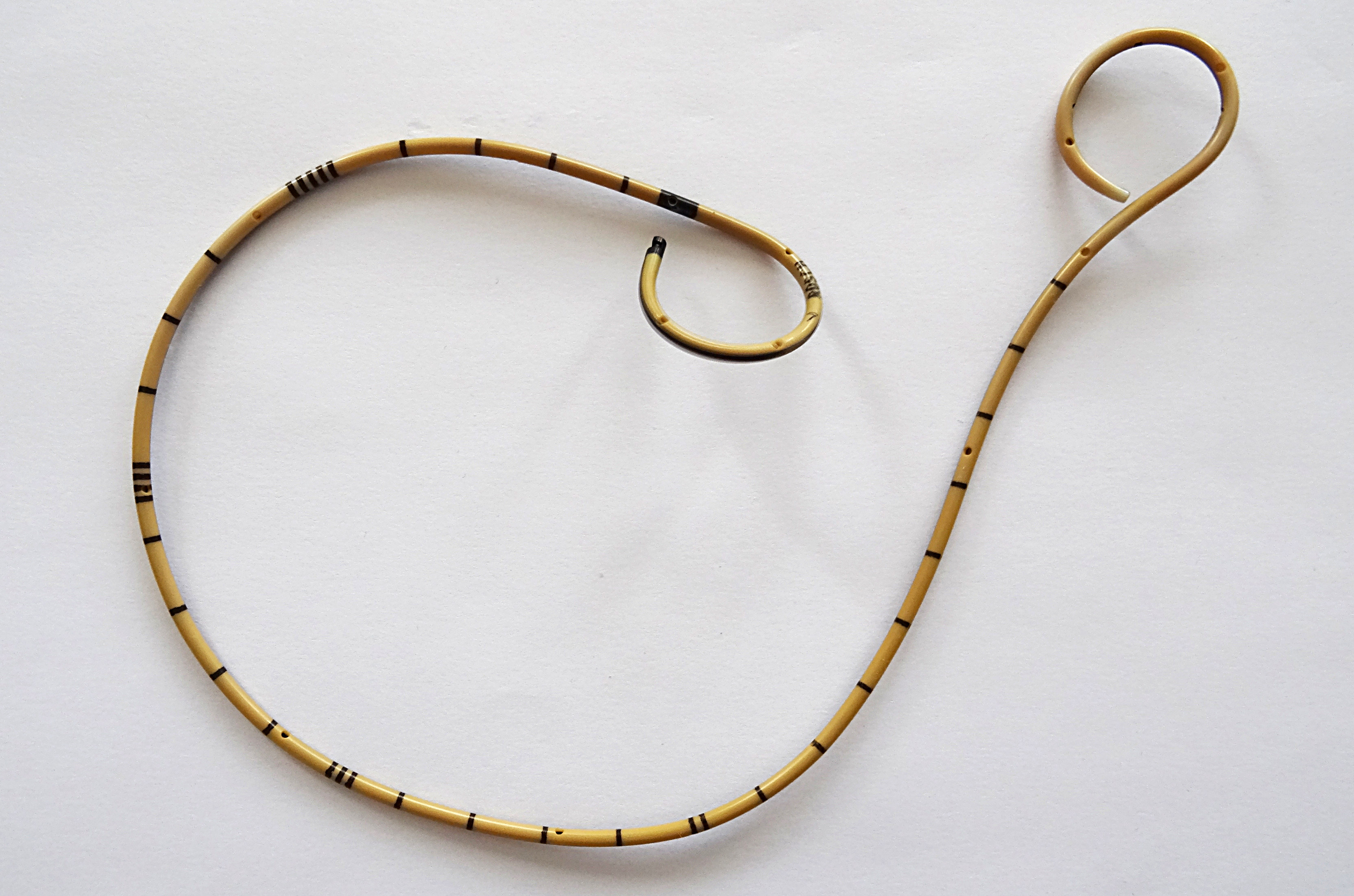
Catèter doble J

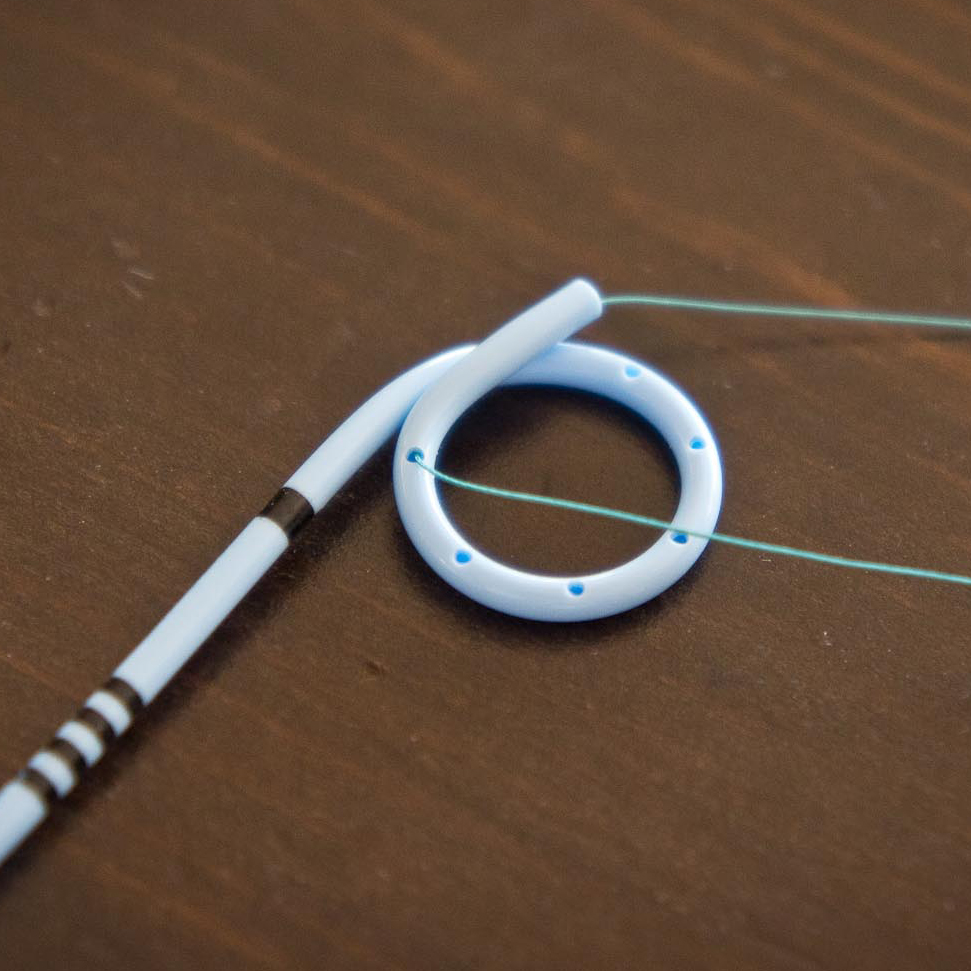
Catèter doble J

El catèter doble J és un tub flexible i prim que s'insereix a l'urèter per prevenir o tractar l'obstrucció del flux d'orina des del ronyó. La longitud d'aquests catèters utilitzats en pacients adults varia entre 24 i 30 cm. A més, tenen diferents diàmetres o calibres, per adaptar-se a urèters de diferents mides. S'insereix normalment amb l'ajuda d'un cistoscopi. Un o ambdós extrems del catèter queden enrotllats per evitar que es mogui fora de lloc.

## Indicacions per a la col·locació d'un catèter Doble J
- Litiasi ureteral
- Estenosi ureteral (per ex. tumoral)
- Fístula ureteral

## Col·locació del catèter
La col·locació del catèter és realitza mitjançant una tècnica d'endoscòpia transuretral amb anestèsia local. Normalment, la durada del tractament sol ser temporal entre 1-3 mesos, però en alguns casos en concret, com es el cas de les malalties cròniques, la durada pot ser indefinida.

## Extracció del catèter
Per a la seva extracció es prepara al pacient a quiròfan sota sedació. Hi ha dues tècniques de retirada:
- Via endoscòpica transuretral (tècnica d'elecció en la majoria de casos)
- Via percutània: només en els casos en què per raons d'inestabilitat del pacient no es pugui dur a terme el procés anterior.[2]

## Possibles complicacions
- Obstrucció del catèter: se substituiria per un altre si no ha finalitzat el tractament
- Formació de càlculs renals a conseqüència de la durada del tractament
- Infecció urinària
- Ruptura del catèter doble J
- Molèsties vesicals del tipus cistitis
- Hematúria: pèrdua de sang per l'orina[3]